# Palais de Mukden
Le palais de Mukden (chinois simplifié : 盛京宫殿 ; chinois traditionnel : 盛京宮殿 ; pinyin : Shèngjīng Gōngdiàn) ou palais de Moukden ou Shenyang Gugong (chinois simplifié : 沈阳故宫 ; chinois traditionnel : 瀋陽故宮 ; pinyin : Shěnyáng Gùgōng), également connu sous le nom de palais impérial de Shenyang, est le premier palais occupé par les empereurs de la dynastie Qing, avant leur installation dans la Cité interdite de Pékin. Il est construit en 1625 et les trois premiers empereurs de la dynastie Qing y vivent de 1625 a 1644. Depuis la fin du régime impérial chinois, le palais a été converti en un musée, qui accueille chaque année 1.6 million de visiteurs. Il est situé à Shenyang (Moukden en mandchou) en Chine.
Les édifices qui le composent sont inscrits au patrimoine mondial de l'UNESCO et sont également protégés en Chine, par la liste des sites historiques et culturels majeurs protégés au niveau national, au Liaoning sous le no 1-112.

## Histoire

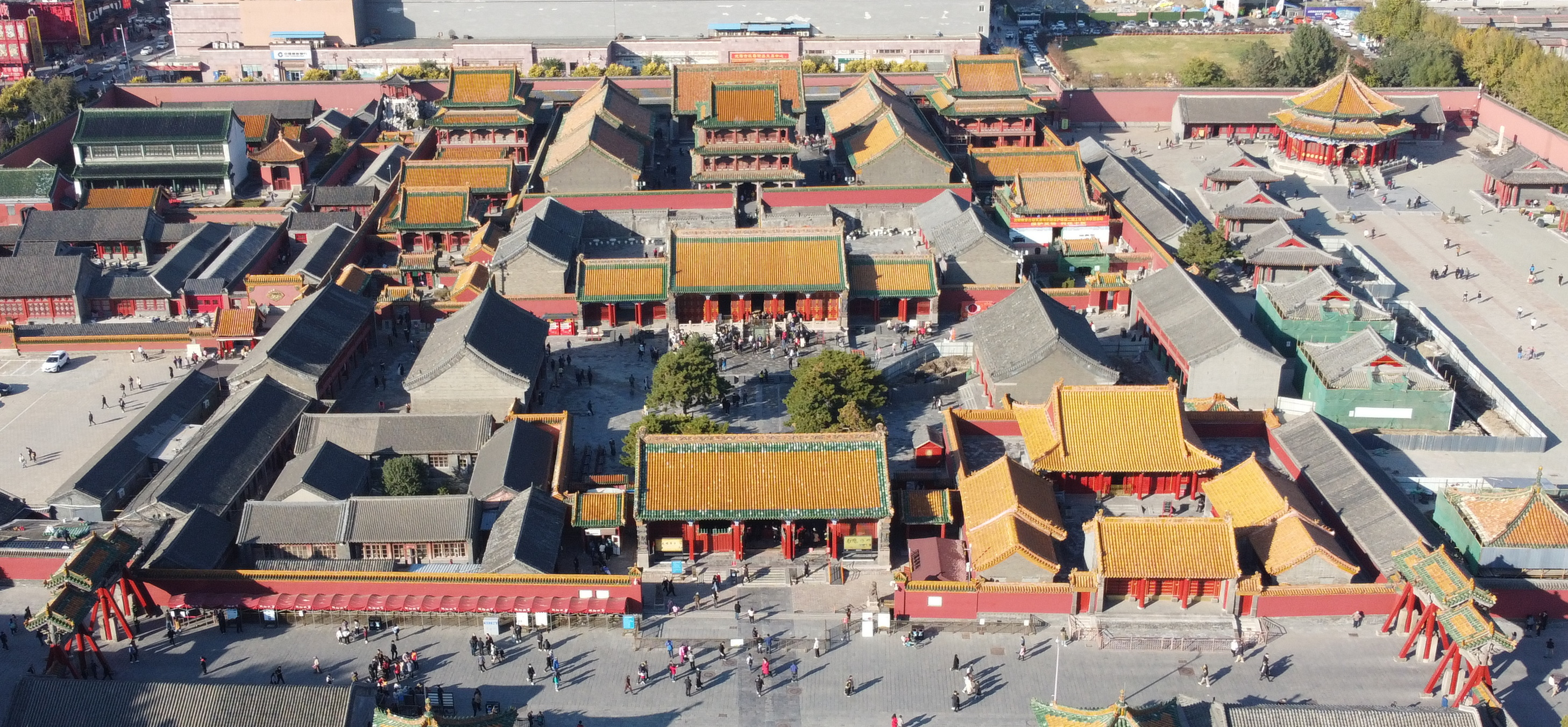
Vue aérienne du palais impérial de Mukden

Les premiers bâtiments du palais sont construits en 1625 sur ordre de Nurhachi, le fondateur de la dynastie des Jin postérieurs, qui deviendra par la suite la dynastie Qing. En 1631, Huang Taiji, le successeur de Nurhachi, fait procéder à des travaux d'agrandissement. Dès le début, le palais Mukden est construit de manière à ressembler à la Cité interdite de Pékin, les Jin/Qing se posant en rivaux direct des Ming, qui règnent alors sur la Chine. Cependant, il présente également des éléments architecturaux de styles mandchous et tibétains.
Après la chute de la dynastie Ming et la prise de Pékin par les Qing en 1644, le palais Mukden perd son statut de résidence officielle des empereurs Qing au profit de la cité interdite. Dès lors, il devient un palais régional. Il n'est pas oublié pour autant, car en 1780, l'empereur Qianlong fait à nouveau agrandir le palais et quasiment tous les empereurs Qing avaient l'habitude de séjourner au palais de Mukden au moins une fois par an.
Ayant perdu tout statut officiel à la suite de la révolution de 1911, le palais de Mukden est transformé en Musée du palais impérial de Shenyang en 1955.
En 2004, il est inscrit sur la liste du patrimoine mondial de l'UNESCO en tant qu'extension des "Palais impériaux des dynasties Ming et Qing à Pékin", soit la Cité Interdite.

## Palais impérial de Mukden

Plan du palais impérial de Mukden

Le palais de Mukden se compose de plusieurs bâtiments : le grand palais politique, les pavillons des dix seigneurs (dont les seigneurs des Huit Bannières et le seigneur de l'aile gauche), la chambre du Phénix, le pavillon de la pure tranquillité, et la salle du trône impérial (salle du carillon doré).
Il couvre une surface d'environ 60 000 mètres carrés, avec plus de 300 bâtiments et 20 cours. La disposition des bâtiments permet de le diviser en trois parties :
- La partie Est, la plus ancienne, construite pendant le règne de Nurhachi
- La partie centrale, construite pendant le règne de Huang Taiji et en partie remaniée pendant le règne de Qianlong
- La partie Ouest, construite pendant le règne de Qianlong
La partie centrale constitue le corps principal du palais et c'est dans la partie Est que se situent les pavillons des dix seigneurs. L'architecture globale du palais est une combinaison d'éléments architecturaux chinois, mandchous et mongols; soit les trois ethnies principales vivant au sein de l'empire des Jin postérieurs à l'époque de Nurhachi.
L'essentiel de la partie centrale du palais est situé au centre de l'ancienne ville de Shenyang, construite à l'époque de Huang Taiji. Conformément aux canons de l'architecture traditionnelle chinoise, les bâtiments du palais sont disposés de part et d'autre d'un axe central, avec un certain nombre de dépendances symétriques de chaque côté. Le bâtiment de la Route Ouest a été construit en 1783. 

### Partie Est

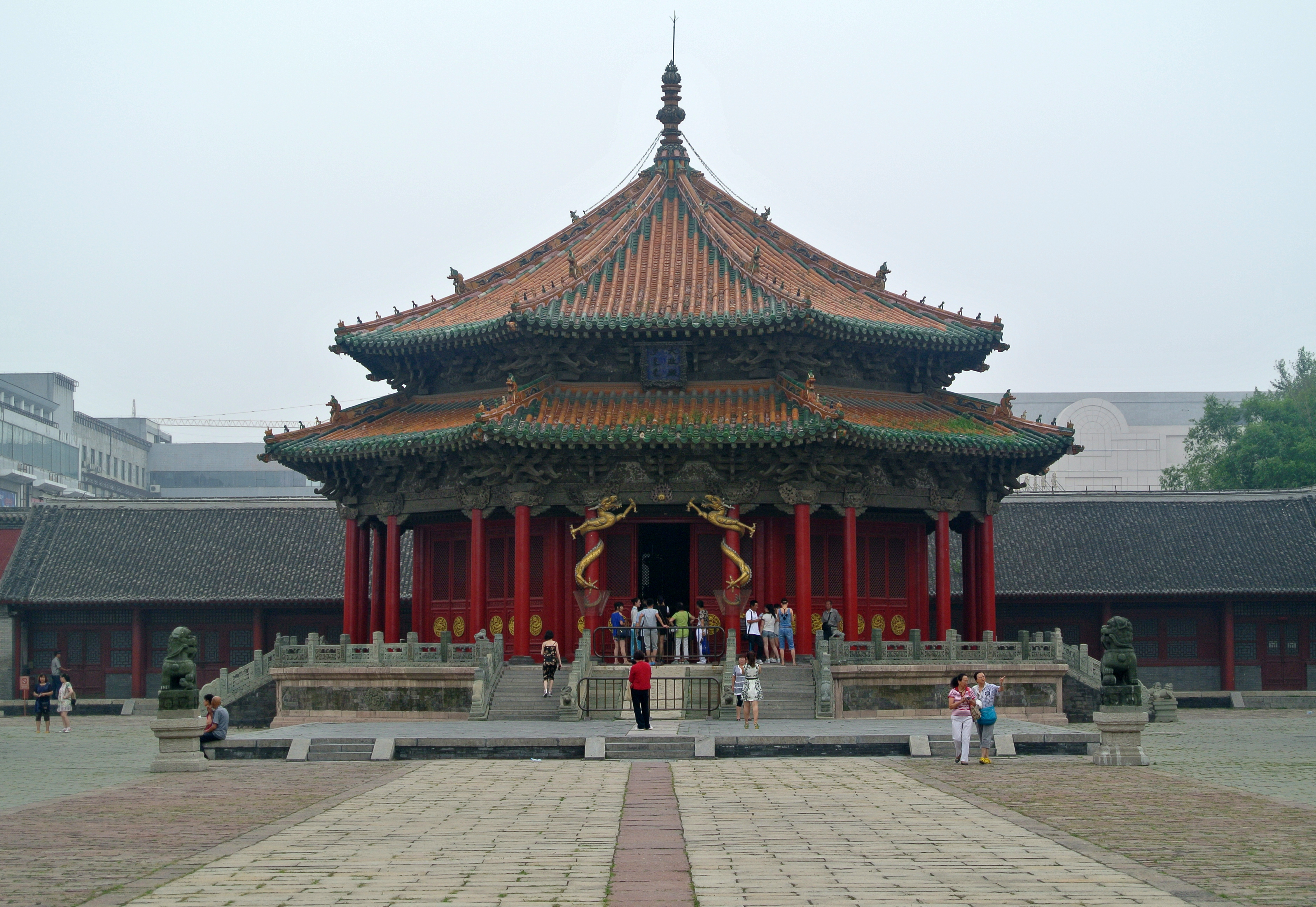
Le pavillon Dazheng, le bâtiment le plus ancien du palais

On y trouve le pavillon Dazheng (大政殿) et le pavillon Shiwang (十王亭), tous deux construits pendant le règne de Nurhachi. Construite en 1625, cette partie du palais est celle où l'empereur tenait la "Grande Cérémonie" et où se situe le bureau du ministre des Huit Bannières. Le temple de Dazheng est un bâtiment octogonal, avec une toiture de tuiles émaillées jaunes avec une bordure verte, 16 arêtes émaillées multicolores, une grande structure en bois, assemblée avec des tenons et des mortaises, une arche de toit volante, des peintures colorées et une plaque de dragon; ce qui correspond au style architectural traditionnel de la dynastie Han. En outre, les décorations de style Cintamani et le plafond de style sanskrit ajoutent des caractéristiques typiques des styles architecturaux des minorités religieuses et ethniques vivant au sein de l'empire de Nurhachi. Le pavillon Dazheng et le pavillon Shiwang sont disposés de manière à constituer un groupe cohérent de bâtiments au sein de la partie Est du palais.

### Partie centrale
Elle inclut, entre autres, la porte Daqing(大清门), la salle Chongzheng(崇政殿), le Fenghuang(凤凰楼) et le palais Qingning(清宁宫). Construite entre 1627 et 1635, c'est l'endroit où l'empereur gérait tout ce qui a trait à la politique et où se situait le harem impérial. Le bâtiment le plus représentatif de la partie centrale est le Fenghuang, un palais construit sur la plate-forme de 4 mètres de haut en briques bleues. Il servait à la fois de lieu de réception de l'empereur et de point de vue. Ouvert vers l'est, le palais du Fenghuang est aussi lié aux rituels religieux impériaux. Un grand kang, un système de chauffage très apprécié en Mandchourie, fait le tour de la pièce situé à l'ouest du Fenghuang. On trouve également une cheminée à l'arrière de ce palais, un positionnement caractéristique de l'architecture mandchoue.

### Partie Ouest
Stage(戏台), Jiayintang(嘉荫堂), Wenshangge(文溯阁) et Yangxizhai(仰熙斋) sont construits en 1782. Lorsque l'empereur régnant de la dynastie Qing faisait son "Tour de l'Est" à Shengjing (Shenyang), c'était dans cette partie du palais qu'on lisait des livres, regardait des pièces de théâtre et où l'on stockait un des exemplaires du "Siku Quanshu" dans la Chambre Wenjin. L'ensemble de la conception architecturale et de l'aménagement reflète le statut social de l'empereur et sa place au sommet de la hiérarchie sociale Qing.

## Collections du musée
Le palais de Mukden n'est pas seulement un ancien complexe palatial, mais il est également un musée célèbre pour ses riches et précieuses collections, tant nationales qu'internationales. Le musée du palais de Mukden expose un grand nombre d'objets datant des règnes des premiers empereurs Mandchous, tels que l'épée de Nurhachi, le couteau de taille et les chaises en bois de cervidé de Hong Taiji[réf. nécessaire].
Les collections du musée du palais de Mukden proviennent de la collection impériale Qing. Elles comprennent des objets en porcelaine, des émaux, des laques, des sculptures, des calligraphies et des peintures, des broderies… Ces collections contiennent des objets qui nous renseignent sur la vie quotidienne au sein du palais sous les Qing et qui ont une grande valeur culturelle et artistique.

## Horaires et tarifs des visites

### Horaires de la billetterie
Du 10 avril au 10 octobre : de 8h30 à 17h30. Arrêt de la vente des billets à 16h45.
Du 11 octobre au 9 avril : de 9 h à 16 h 30. Arrêt de la vente des billets à 15h45.
Fermé tous les lundis matin (sauf jours fériés, juillet et août), ouverture à 13 h.

### Tarif des billets
Adulte ¥60
Gratuit pour les enfants de moins de 1,3 m accompagnés d'un adulte
Les personnes âgées de plus de 70 ans, les militaires, les militaires handicapés et les personnes handicapées avec une carte certifiant leur handicap bénéficient d'une entrée gratuite.